# Louis Ruchet
Pour les articles homonymes, voir Ruchet.
Louis Ruchet, né le 22 novembre 1805 à Aigle et mort le 8 mars 1894 à Versailles, est une personnalité politique suisse.

## Biographie
De confession protestante, originaire d'Aigle et de Bex, Louis Ruchet est le fils de Jean François Louis Ruchet et de Marianne Rossier. Il est le frère de Caroline Olivier, poétesse, et donc le beau-frère de Juste Olivier. Il épouse en 1838 Louise Isaline Augustine de Loës qui meurt le 6 février 1873 dans le (9e arrondissement) de Paris. Louis Ruchet meurt au domicile de sa fille Hélène du Mesnil, née Marie-Louise-Hélène Ruchet, le 8 mars 1894 à Versailles, et, est inhumé près de son épouse au cimetière de Montmartre (22e division).

### Parcours politique
Louis Ruchet entre au Grand Conseil vaudois en 1836. Il est en parallèle, à plusieurs reprises, député à la Diète fédérale entre 1840 et 1844 et Conseiller d'État à partir de 1840. Politicien indépendant au centre du conflit qui oppose à cette époque les radicaux et les libéraux, Louis Ruchet démissionne avec le reste du gouvernement lors de la Révolution radicale de 1845 et rate de peu sa réélection. La même année, il crée le journal L'Indépendant avec d'autres conseillers d'État évincés, puis s'établit à Paris,.